# 隱匿管須蟹
隱匿管須蟹（学名：Albunea occulta）为管須蟹科管須蟹屬下的一个种。

## 扩展阅读
- 維基物種上的相關：隱匿管須蟹